# Pontinha e Famões
Pontinha e Famões (llamada oficialmente União das Freguesias de Pontinha e Famões) es una freguesia portuguesa del municipio de Odivelas, distrito de Lisboa.

## Historia
Fue creada el 28 de enero de 2013 en aplicación de una resolución de la Asamblea de la República de Portugal promulgada el 16 de enero de 2013 con la unión de las freguesias de Famões y Pontinha, pasando su sede a estar situada en la antigua freguesia de Pontinha.

## Demografía
| Gráfica de evolución demográfica de Pontinha e Famões entre 2011 y 2021 |
|                                                                         |
| Datos según el nomenclátor publicado por el INE portugués.              |